# Jackson Ribeiro

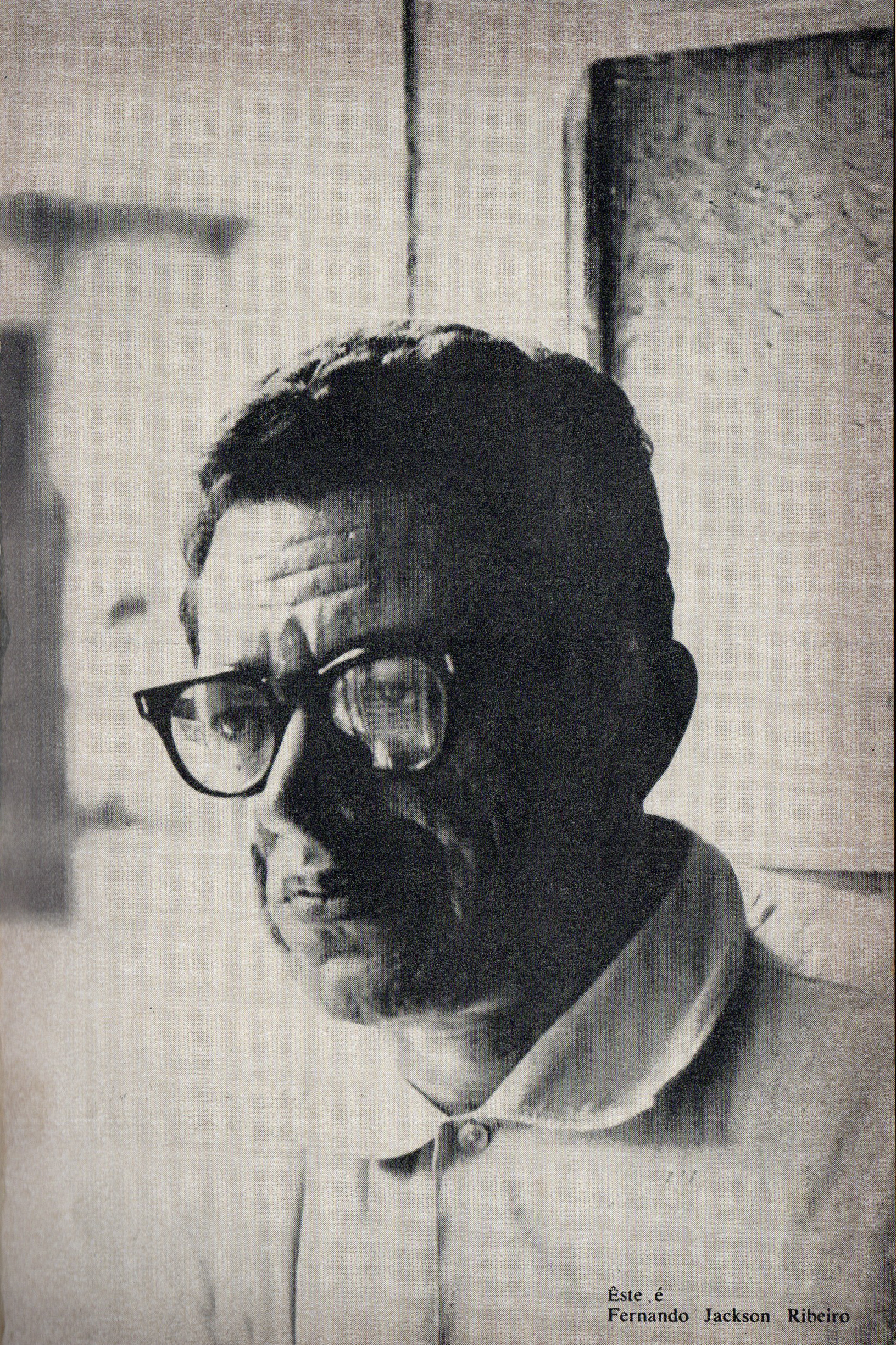
Fernando Jackson Ribeiro

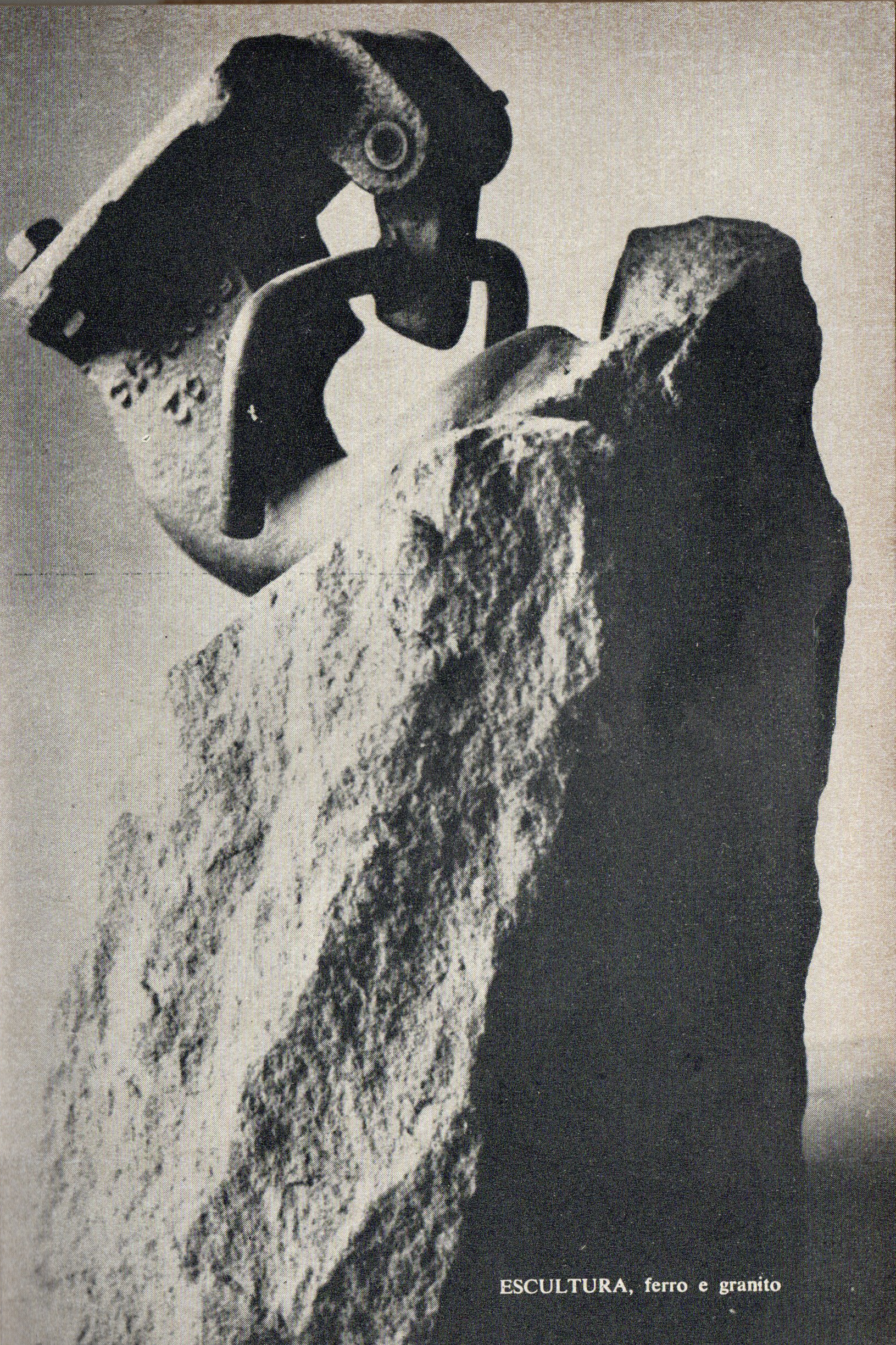
Escultura Ferro e Granito - Jackson Ribeiro

Fernando Jackson Ribeiro, ou simplesmente Jackson Ribeiro (Teixeira, 30 de outubro de 1928 — Curitiba, 19 de outubro de 1997) foi um artista plástico brasileiro.
Foi representante do Brasil nas principais bienais internacionais de arte como a Bienal Internacional de Arte de São Paulo, Bienal de Veneza (1962), Bienal de Paris (1963), Bienal de Antuérpia (Bélgica, 1961) e Bienal de Esculturas ao Ar Livre (Montevidéu/Uruguai, 1970). No Brasil, ganhou diversos prêmios, entres eles o Viagem ao Estrangeiro do Salão Nacional de Arte Moderna (1964).

## Porteiro do Inferno
O Porteiro do Inferno é a obra mais famosa e também a mais polêmica de Jackson Ribeiro. Trata-se de uma escultura de metal fundido de dois metros de altura que no decorrer de sua existência tem gerado inquietação de seguimentos da população. A obra é repudiada pelas igrejas e por associações de moradores locais, pelo nome tão marcante e o formato tão contundente. A escultura foi instalada em 1967 num canteiro entre o templo da 1ª Igreja Batista e a faculdade de filosofia (prédio do Liceu Paraibano) O poeta e boêmio Virgínius da Gama e Melo, acrescentou “do Inferno” ao nome da peça que originalmente se chamava “O Porteiro”. O apelido se tornou público e marcou o inicio do mal-estar por sua presença. Desde sua inauguração, a escultura já foi mudada varias vezes de lugar e hoje se encontra na Universidade Federal da Paraíba.